# Синекольчатые осьминоги
Синекольчатые осьминоги (лат. Hapalochlaena) — род осьминогов, включающий в себя три (возможно, четыре) вида, обитающих в прибрежных водах Тихого океана, от Японии до Австралии (в основном вокруг южного побережья Нового Южного Уэльса и Южной Австралии). Несмотря на небольшой размер, обладают достаточно агрессивным характером и признаются одними из самых ядовитых животных в мире. Синекольчатых осьминогов легко распознать по характерным синим и чёрным кольцам и жёлтой коже. Когда осьминог побеспокоен, раздражён или испуган, на коже проступают коричневые участки, а синие кольца приобретают более яркую окраску и переливаются. Обычно на теле осьминога насчитывают 50—80 колец. Питаются они крабами, раками-отшельниками и креветками. Будучи потревоженными или обороняясь, нападают на противника, включая человека. Смертельно ядовиты.

## Классификация
Вид был описан британским зоологом Гаем Коберном Робсоном в 1929 году. В данный момент достоверно известно три вида рода Hapalochlaena, и четвёртый, существование которого находится под вопросом:
- Большой синекольчатый осьминог (Hapalochlaena lunulata)
- Южный синекольчатый осьминог или Малый синекольчатый осьминог (Hapalochlaena maculosa)
- Синеполосый осьминог (Hapalochlaena fasciata)
- Hapalochlaena nierstraszi — вид описан в 1938 году на основе единственной особи, найденной в Бенгальском заливе; существование данного вида находится под вопросом.

По высказанному в 1980-х годах мнению австралийского исследователя Марка Нормана род включает в себя не менее 9 видов, 5 из которых проживают в водах Австралии. Коллега Нормана, Джулианн Финн, полагает, что род включает в себя не менее 20 видов, 10 из которых распространены у побережья Австралии.

## Описание
Мелкие осьминоги, длина туловища до 4—5 см, длина щупалец до 10 см, вес до 100 граммов. Все виды приблизительно одинакового размера. Туловище овальное, сзади обычно заостренное наподобие лимона. Кожа морщинистая, часто с небольшими бугорками и папиллами. Характерный признак синекольчатых осьминогов — яркая окраска: по туловищу, голове и щупальцам серовато-жёлтого цвета разбросаны темно-бурые пятна, в середине каждого из которых — извилистое ярко-голубое кольцо, у синеполосого[уточнить] на щупальцах кольца, на туловище — полоски.

## Повадки
Кожа синекольчатых осьминогов, как и других головоногих, способна изменять цвет благодаря клеткам, содержащим хроматофор. Эта способность используется ими для маскировки, а в случае опасности цвет меняется, становясь ярко-жёлтым с синими кольцами или линиями.
Могут жить на глубине до 75 метров, но, чаще всего, непосредственно у берега, вплоть до полосы прилива. Обитают на скалах, камнях, песчаном и илистом дне, часто на лугах водорослей или колоний асцидий. В качестве убежища используют раковины моллюсков, пустые бутылки и пивные банки. В случае опасности выбрасывают чернила, но содержание их невелико, а у южного осьминога чернильный мешок редуцирован и чернил не содержит. Ведут ночной образ жизни, но возможна и дневная активность.

### Питание
Синекольчатые осьминоги — хищники. В основном, употребляют в пищу небольших крабов и креветок, но также могут питаться рыбой в случае, если удается её поймать. Во многом их механизм питания похож на пауков — напав на жертву, они прокусывают клювом панцирь, впрыскивают ядовитую слюну, парализуя свою жертву. Через некоторое время высасывают размягчённую плоть, оставляя пустой панцирь.

## Размножение
При спаривании самец приближается к самке и начинает ласкать её «руками»-щупальцами. После чего накрывает щупальцами мантию самки. После этого самец выделяет пакетики с семенной жидкостью и при помощи щупалец оплодотворяет ими самку. Спаривание продолжается до тех пор, пока не надоест самке. По крайней мере у одной из разновидностей самка силой отрывает от себя перевозбуждённого самца.
В брачный период самцы пытаются спариться с любым представителем их вида, несмотря на пол или возраст, однако спаривание между самцами чаще всего не столь продолжительны и заканчиваются без оплодотворения и борьбы.
Отличительная особенность самок южного синекольчатого осьминога — в том, что они не прикрепляют яйца к субстрату, а постоянно носят их на руках, удерживая присосками. Яиц 100—150 штук, они крупные, 7—9 мм, и склеены в кучки по 5—20 штук. Продолжительность инкубации около двух месяцев, которые самка проводит преимущественно в убежище. В случае опасности уплывает вместе с яйцами. Из яиц вылупляется донная молодь, которая вначале держится поблизости от матери и начинает самостоятельно питаться через 3—7 дней. Самцы и самки южного синекольчатого осьминога спариваются в возрасте 4 месяцев, через месяц самка откладывает яйца. Полный репродуктивный цикл занимает до 7 месяцев. Через несколько дней (реже — недель) после вылупления молоди самка умирает от истощения.
Яйца большого синекольчатого осьминога мелкие (около 3 мм), самка откладывает их в норе, как остальные осьминоги, прикрепляя их к грунту. Продолжительность инкубационного периода 25—35 дней, из яиц вылупляются планктонные личинки.
В конце осени самки делают единственную в жизни кладку, состоящую, как правило, приблизительно из 50 яиц. Уход за кладкой продолжается около 6 месяцев, в течение которых самка не питается. После появления потомства из яиц самка умирает. Приблизительно через год новое поколение осьминогов достигнет половой зрелости и будет готово к спариванию.

## Яд

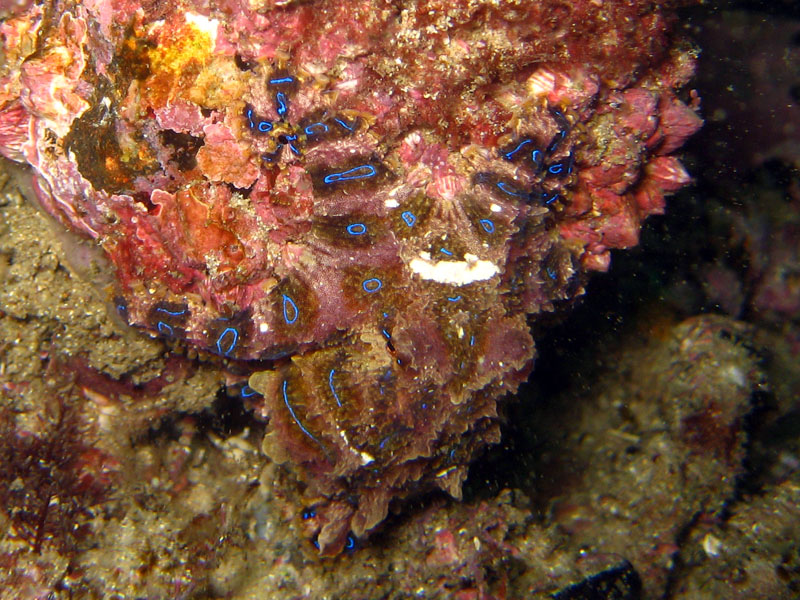
Синекольчатый осьминог из Нового Южного Уэльса, Австралия

Несмотря на то, что размер синекольчатых осьминогов не превышает 12—25 см, силы его яда достаточно, чтобы убить человека. К несчастью, противоядие от яда синекольчатого осьминога до сих пор не найдено. Его яд убивает человека через 15 мин после введения.
Яд синекольчатого осьминога оказывает нервно-паралитическое действие. Он содержит тетродотоксин, серотонин, гиалуронидазу, тирамин, гистамин, триптамин, октопамин, таурин, ацетилхолин и дофамин. Основной нейротоксичный компонент яда синекольчатых осьминогов получил название maculotoxin, но, как позже доказали, им является тетродотоксин. Также этот нейротоксин был обнаружен в яде иглобрюхих и улитки-конуса. Тетродотоксин блокирует натриевые каналы, вызывая паралич двигательных отделов нервной системы, остановку дыхания и как следствие — остановку сердца из-за нехватки кислорода. Яд вырабатывается симбиотическими бактериями, обитающими в слюнных железах осьминога.

### Оказание помощи
Оказание первой помощи заключается в наложении на рану давящей повязки, при первых признаках паралича необходимо также делать искусственное дыхание, так как яд парализует дыхательные центры жертвы в течение нескольких минут после укуса. Тетродотоксин вызывает сильный, а зачастую, и полный паралич тела; жертва остается в сознании, но не может двигаться, как при воздействии яда кураре или панкурония. Этот эффект, однако, является временным и исчезает в течение нескольких часов, поскольку тетродотоксин нейтрализуется организмом. Таким образом, необходимо осуществлять искусственную вентиляцию лёгких вплоть до прибытия медицинского персонала, что может быть затруднительно для одного человека. Облегчить задачу можно использованием переносных аппаратов искусственного дыхания.
Для оказания полноценной помощи жертва укуса нуждается в стационарном лечении с обязательным подключением к аппарату искусственного дыхания до тех пор, пока токсин не будет выведен из организма. Укусы синекольчатого осьминога особенно опасны для детей из-за малой массы тела. Поскольку смерть от яда наступает прежде всего из-за остановки дыхания, жертвы укусов выживают, если искусственное дыхание было начато прежде, чем начиналось развитие цианоза и артериальной гипотензии, и продолжалось непрерывно. Жертвы, выжившие в течение первых суток, чаще всего полностью восстанавливаются.
Важно, чтобы оказание помощи продолжалось даже в том случае, если жертва, кажется, что уже умерла. Отравление тетродотоксином приводит к такому состоянию, при котором жертва полностью осознает происходящее, может видеть, слышать, но не в состоянии пошевелиться и дышать. Из-за паралича у них нет никакого способа подать сигнал о необходимости помощи. Искусственное дыхание вплоть до прибытия медицинского персонала и последующей госпитализации даёт неплохие шансы на последующее выздоровление.
Синекольчатый осьминог, несмотря на небольшой размер, содержит такое количество яда, которого достаточно для убийства 26 взрослых людей в течение нескольких минут. Кроме того, их укусы небольшие по размеру и часто безболезненны. Многие жертвы не знали, что подверглись нападению, вплоть до наступления первых признаков отравления.